# Kristine Duvholt Havnås
Kristine Duvholt Havnås (* 31. Januar 1974 in Tønsberg, Norwegen) ist eine ehemalige norwegische Handballspielerin, die für die norwegische Nationalmannschaft auflief.

## Karriere

### Im Verein
Kristine Duvholt Havnås begann das Handballspielen in ihrer Geburtsstadt bei Tønsberg Turn. Später wechselte die Außenspielerin zum norwegischen Erstligisten Larvik HK. Auf nationaler Ebene gewann sie mit Larvik sechs Mal die norwegische Meisterschaft sowie sechs Mal den norwegischen Pokalwettbewerb. Weiterhin errang die Linkshänderin auf europäischer Ebene im Jahr 2005 den Europapokal der Pokalsieger. Im Jahr 2005 beendete sie ihre Karriere. In der Spielzeit 2005/06 war sie bei Larvik als Co-Trainerin tätig.

### In der Nationalmannschaft
Kristine Duvholt Havnås bestritt sieben Länderspiele für die norwegische Jugendnationalmannschaft sowie 15 Länderspiele für die norwegische Juniorinnennationalmannschaft. Am 31. Oktober 1991 gab sie ihr Debüt für die norwegische A-Nationalmannschaft. Ein Jahr später errang sie bei den Olympischen Spielen 1992 in Barcelona die Silbermedaille. Bei den nächsten beiden Großveranstaltungen, der Weltmeisterschaft 1993 und der Europameisterschaft 1994, gewann sie mit Norwegen jeweils die Bronzemedaille.
Kristine Duvholt Havnås nahm im Jahr 1996 ein zweites Mal an den Olympischen Spielen teil. Im kleinen Finale unterlag sie mit Norwegen gegen die ungarische Auswahl mit 18:20. Im selben Jahr holte sie die Bronzemedaille bei der Europameisterschaft. Im Jahr 1999 feierte sie bei der Weltmeisterschaft ihren einzigen Titelgewinn. Am Turnierende wurde Kristine Duvholt Havnås in das All-Star-Team gewählt. Als Duvholt Havnås im Jahr 2000 ein drittes Mal an den Olympischen Spielen teilgenommen hatte, holte sie mit Norwegen die Bronzemedaille. Ein Jahr später verbuchte sie bei der Weltmeisterschaft mit Silber ihren letzten Medaillengewinn. Das Finale gegen Russland, in dem sie fünf Treffer erzielte, war zugleich das letzte Länderspiel ihrer Karriere.

## Sonstiges
Ihr Sohn Jesper Havnås spielt ebenfalls Handball.